# محاولة انقلاب 1957 في الأردن
محاولة الانقلاب العسكرية الأردنية المزعومة لعام 1957، أدت مواجهات عنيفة في 13 أبريل / نيسان 1957 في ثكنات الجيش في الزرقاء بين وحدات بدوية معظمها موالية للملك حسين ووحدات عربية قومية ضد النظام الأردني إلى محاولة انقلاب عسكرية في الأردن.
بدأت مناورة عسكرية اسمها «عملية هاشم» في 8 أبريل / نيسان وغطت العاصمة عمان. عندما سأل الملك الحسين علي أبو نوار (رئيس أركان الجيش) عن المناورة ادعى أنها كانت ممارسة عسكرية عادية. فهم الملك الحسين أن هذا كان إظهار القوة من قبل أبو نوار للإطاحة به وإدخال اتحاد مع الجمهورية العربية المتحدة، أمر أبو نوار بسحب الوحدة. واضطرت الحكومة العربية بقيادة سليمان النابلسي إلى الاستقالة في 10 إبريل / نيسان بعد أن اشتبكت سياساتها مراراً مع القصر الملكي. في 13 أبريل / نيسان وقعت أعمال شغب في ثكنات الزرقاء، وذهب الحسين (البالغ من العمر 21 عاماً) لإنهاء العنف بين الوحدات الملكية والعربية بعد أن نشر العرب شائعات بأن الحسين قد قُتل. وبدأت قوة سورية قوامها 3,000 فرد بالتحرك جنوبًا لدعم ما اعتبروه محاولة انقلابية، لكنهم استداروا بعد أن أظهرت وحدات الجيش ولاءهم للملك.
ظهر روايتان رئيسيتان بخصوص الأحداث في الزرقاء، حيث رأت النسخة الملكية أن الحادث كان انقلاباً فاشلاً من قبل أبو نوار ضد الملك الحسين، ونسخة منشقة تؤكد أنه كان انقلاباً مدعوماً من أمريكا بدعم من الحسين ضد الحركة القومية العربية في الأردن. على أية حال استقال أبو نوار وغيره من كبار الضباط العرب وسُمِح لهم بمغادرة الأردن إلى سوريا حيث حرضوا على معارضة الملكية.
فرض الحسين الاحكام العرفية وحل الوحدات العسكرية التي يهيمن عليها الفلسطينيون بعد الحادث. على الرغم من أنه خفف في النهاية من بعض هذه الإجراءات، وهي حظر التجول العسكري والرقابة الصحفية الشديدة، إلا أن خطوات الحسين حدت بشكل كبير من الديمقراطية الدستورية التي كانت موجودة في الأردن في منتصف الخمسينات. وحكم على المتآمرين المزعومين بالسجن 15 سنة، لكن في وقت لاحق أصدر العفو في عام 1964 كجزء من جهود المصالحة مع معارضيه في المنفى، وتم منحهم مناصب عليا في الحكومة.

## خلفية
في الانتخابات العامة في أكتوبر 1956، فاز الحزب الوطني الاشتراكي بـ12 مقعدًا. طلب الملك الحسين من سليمان النابلسي، رئيس حزب التضامن الوطني تشكيل حكومة. وهكذا أصبح رئيساً للحكومة القومية العربية الاشتراكية والتي تميل للرئيس المصري جمال عبد الناصر أكثر من الحسين. دمج النابلسي الجيش العربي مع الحرس الوطني الذي يهيمن عليه الفلسطينيون، وخلق جيشًا أردنيًا قوامه 35,000 جندي، وأقام علاقات دبلوماسية مع الإتحاد السوفيتي. وصلت العلاقات المتوترة بين القصر والحكومة إلى ذروتها في مارس / آذار بعد أن قدم النابلسي للملك الحسين قائمة بأسماء كبار الضباط في الجيش الذي أراد إقالتهم، وحصل خلاف في البداية، لكن النابلسي قدم قائمة جديدة رفضها الحسين.

## أحداث الزرقاء

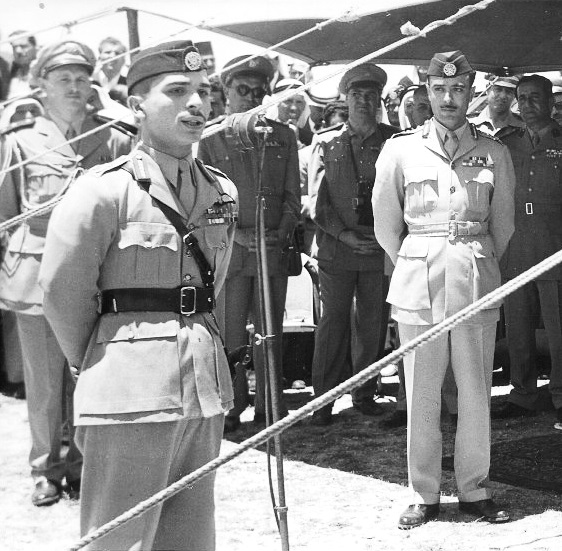
الملك حسين يخاطب قواته وبجانبه أبو نوار، 1956.

وسط الفوضى السياسية في الأردن وقبل يومين من استقالة النابلسي القسرية، شاركت وحدة من الجيش من اللواء المدرع الأول بقيادة الكابتن نذير رشيد في مناورة، سميت «عملية هاشم» تكريماً للعائلة المالكة الهاشمية، عند التقاطعات الرئيسية لمدينة عمان. أثارت الخطوة شكوك الحسين ودفعته إلى إصدار الأمر لأبو نوار بسحب الوحدة، وهو ما فعله. كان الحسين يعتقد أن الخطوة كانت إنذار لانقلاب وشيك. قام أبو نوار بتهدئة مخاوف الحسين وقال له إنه تمرين روتيني تم تنفيذه عدة مرات في السنوات السابقة لمراقبة حركة المرور من وإلى المدينة، في حين ادعى رشيد في وقت لاحق أنها جزء من خطة طوارئ قيادية لنقل القوات إلى الضفة الغربية في حال حدوث غزو إسرائيلي. وفقاً لبيرسون، فإن مناورة رشيد كانت تهدف إلى تخويف الحسين، بينما توقعت المؤرخة بيتي أندرسون أن «الضباط كان بإمكانهم اختبار المياه لمعرفة ما يمكنهم تحقيقه عسكرياً». مهما كان السبب الفعلي للمناورة فقد زاد من شكوك الحسين في انقلاب قام به أبو نوار والقوميين العرب، وأثارت المناورة تحذيرات من المسؤولين الملكيين المخضرمين، وهم بهجت التلهوني والشريف حسين بن ناصر، بأن مثل هذا الانقلاب كان وشيك الحدوث.
وفي 13 أبريل اندلعت أعمال شغب في ثكنات الجيش في الزرقاء، التي تضم أكبر تجمع للقوات في الأردن، بين وحدات معظمها من الحضري (غير البدوية) موالية لأبو نوار والوحدات التي يسيطر عليها البدو الموالية للملك الحسين. ظهرت روايتان رئيسيتان بخصوص هذا الحادث، والمعروفان باسم «انتفاضة الزرقاء» من بين أسماء أخرى. قال بيرسون أن «الحادثة غارقة في الغموض والجدل المستمر»، كما كتب أندرسون أن «الأسئلة تكثر حول ما إذا كانت هذه المحاولة الانقلابية قد نشأت مع الجيش بقيادة أبو نوار والضباط الأحرار، أو مع الملك». والأميركيون أرادوا ذريعة لإبعاد «الحركة القومية العربية» عن المشهد السياسي في الأردن.
ووفقاً لرواية الحسين للأحداث، كان أبو نوار والضباط الأحرار قد خططوا لفوج المشاة الأول الذي يسيطر عليه البدو في الزرقاء للمشاركة في تمارين في الصحراء بدون ذخيرة، وذلك لجعل الفوج غير متاح للملك الحسين وحتى لا يستطيع فض مظاهرة مناهضة للحكومة كان من المقرر عقدها في 14 أبريل من قبل النابلسي. كان الحسين لا يزال حذراً من النابلسي بسبب اعتراضه المزعوم لرسالة من ناصر تنادي النابلسي بمقاومة فصله من رئاسة الوزراء. تم إخبار الحسين بمؤامرة الضباط الأحرار المزعومة من قبل الشريف ناصر والضباط البدو في الزرقاء مساء يوم 13 أبريل. تزامن الحادث مع تسليم أبو نوار إنذاراً نهائياً لرئيس الوزراء سعيد المفتي (خليفة النابلسي المحتمل)، يحذر فيه الحسين من تعيين حكومة تعكس إرادة البرلمان المنتخب أو مواجهة تمرد عسكري. ويبدو أن المفتي انكسر عاطفياً في حضور الحسين، مما دفع المفتي إلى الاستفسار من أبو نوار عن الإنذار، والذي اعتبر السؤال أبو نوار مفاجأة. ثم أحضر الحسين أبو نوار معه لتفقد الزرقاء، حيث أخبره ضباط مخلصون من الزرقاء أن شائعات وفاة الملك الحسين أثارت صدامات عنيفة بين الموالين له ولأبو نوار. وعلاوة على ذلك أُخبر الحسين بأن رشيد ومعن أبو نوار (ابن عم أبو نوار) قد أُمرا بالذهاب إلى عمان لمحاصرة القصر الملكي واعتقال الملك الحسين. بدأت قوة سورية قوامها 3,000 رجل بالتحرك جنوبًا لدعم ما اعتبروه محاولة انقلابية، لكنهم استداروا بعد أن أظهرت وحدات الجيش ولاءهم للملك.